# Ueli Maurer (Kryptologe)

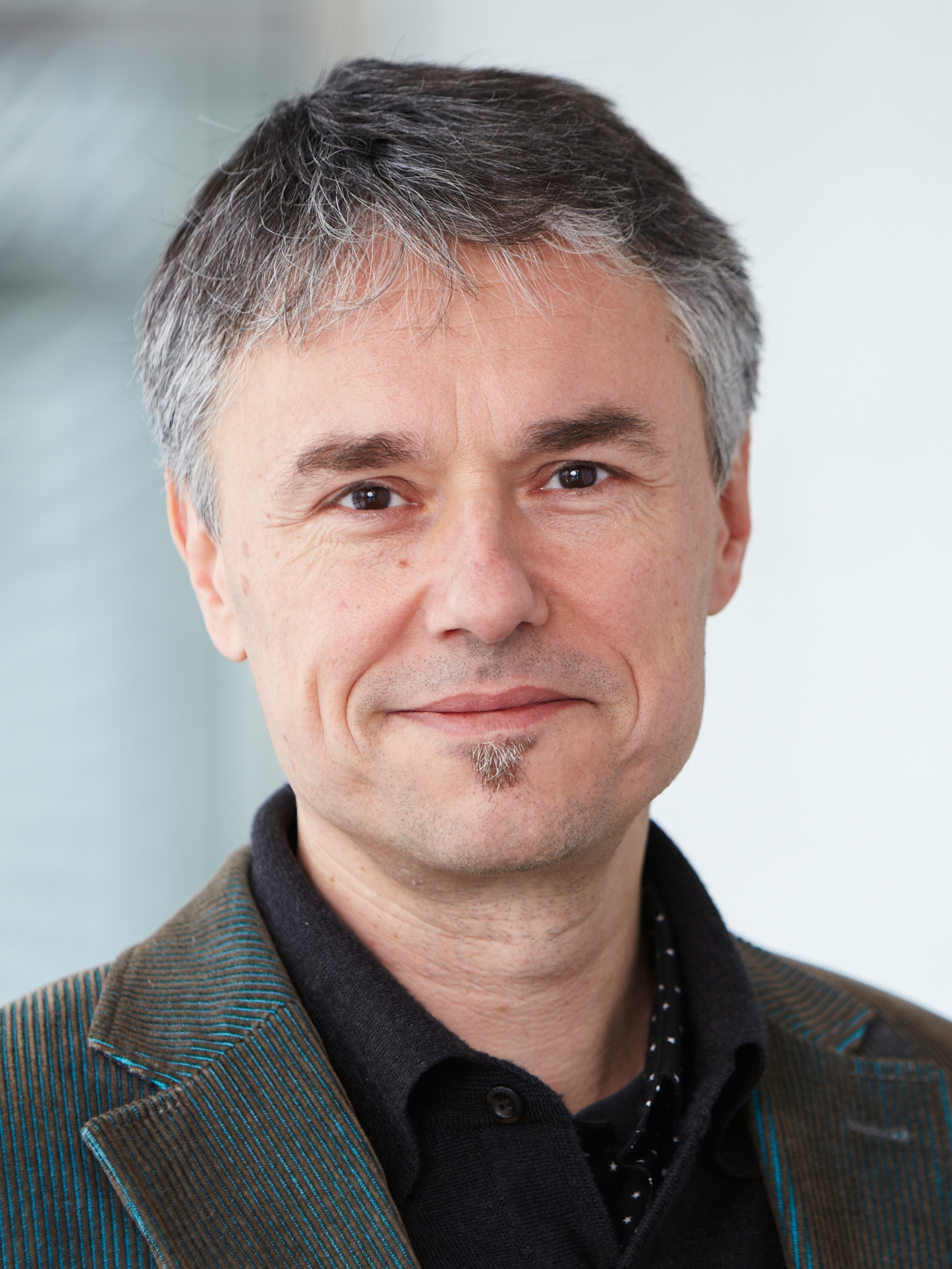
Ueli Maurer (2010)

Ueli Maurer (bürgerlich Ulrich Martin Maurer; * 26. Mai 1960 in St. Gallen) ist ein Schweizer Kryptologe. Er ist Professor für Kryptologie an der Eidgenössischen Technischen Hochschule Zürich.

## Leben
Maurer machte sein Gymnasialstudium an der Kantonsschule am Burggraben in St. Gallen. Anschliessend studierte er Elektrotechnik an der ETH Zürich und promovierte dort 1990 bei James Massey mit der Dissertation Provable security in cryptography. Seine Doktorarbeit wurde mit der Silbernen Medaille der ETHZ ausgezeichnet. Danach arbeitete er für die Princeton University als Postdoktorand, bis er 1992 eine Assistenzprofessur für Informatik an der ETH Zürich annahm. Er war seit 1. Juli 1997 ausserordentlicher Professor und seit 1. April 2000 ordentlicher Professor für Informatik am Institut für Theoretische Informatik und Leiter der Forschungsgruppe für Informationssicherheit und Kryptographie. Bis Juli 2025 war er ordentlicher Professor für Computer Science and leitete die Information Security and Cryptography Research Group der ETHZ. Unter seiner Betreuung wurden mehr als 30 Doktoranden promoviert. Einer der betreuten Doktoranden war Renato Renner, welcher 2005 bei ihm mit einer Arbeit über Quanteninformation promovierte. Dass ein Doktorvater aus einem anderen Fachgebiet willens war, sich ebenfalls in dieses neue Gebiet einzuarbeiten, war aussergewöhnlich.
Maurer ist Mitgründer des Concordium-Projekts, welches 2018 zur Schaffung einer globalen, vertrauenswürdigen, unterbruchfreien Plattform für sichere Transaktionen auf der Basis von Blockchain-Technik ins Leben gerufen wurde. 2020 und 2021 war er Studiendirektor des Departements Informatik der ETH und fasste seine Erfahrungen unter dem Titel Die Informatik ist eine Denkschulung zusammen.
Er hat Jungfirmen, weitere Unternehmen und Regierungsorganisationen beraten und war teilweise in deren Verwaltungsrat. Von 2002 bis 2008 sass Maurer im Verwaltungsrat der Tamedia AG. Zu den von ihm beratenen Firmen gehörte auch OMNISEC, eine Schweizer Firma, welche Verschlüsselungsgeräte herstellte. In der Sendung Rundschau des Schweizer Fernsehens vom 25. November 2020 wurde Maurer zu seiner Beratungstätigkeit bei OMNISEC befragt.

## Veröffentlichungen
- Die Forschungsgruppe von Maurer, meist mit ihm als Co-Autor, machte zahlreiche Veröffentlichungen.[11]
- Maurer zeigte, dass das Diffie-Hellman-Problem und das Berechnen diskreter Logarithmen unter bestimmten Voraussetzungen äquivalent sind. Towards the equivalence of breaking the Diffie-Hellman protocol and computing discrete logarithms. In: Advances in Cryptology - Crypto '94. Springer-Verlag, 1994, S. 271–281.
- Derzeit ist Maurer Associate Editor des Journal on Computer and System Sciences (JCSS).

## Auszeichnungen
- 2016: RSA Security (RSA) Award for Excellence in Mathematics
- 2015: Fellow der Association for Computing Machinery (ACM)
- 2008: Fellow der International Association for Cryptologic Research (IACR)
- 2007: Mitglied Deutsche Akademie der Naturforscher Leopoldina[12]
- 2003: Fellow der IEEE